# Benno von Einsiedeln
Benno von Einsiedeln († 3. August 940) war Eremit bei Einsiedeln und war von 927 bis 929 Bischof von Metz. Nach der Blendung durch Gegner kehrte er zum Eremitendasein zurück. Er gilt als einer der Gründer des Klosters Einsiedeln. Nicht ganz klar ist, ob er als Heiliger oder nur als Seliger verehrt wurde. Sein Gedenktag ist der 3. August.

## Leben
Er stammte aus einer bedeutenden schwäbischen Adelsfamilie. Er war zunächst Domherr in Straßburg. Dieses Leben gab er auf und lebte nach 900 mit einigen Gefährten als Eremit bei der Zelle und dem Grab des Meinrad von Einsiedeln. Die Baulichkeiten fand er in einem schlechten Zustand vor und stellte sie wieder her. Die Eremiten um Benno haben auch Teile des Waldes gerodet. Er setzte für die Gemeinschaft sein gesamtes Vermögen ein. Als Schenkung erhielt die Gruppe auch die Insel Ufnau im Zürichsee und ein Gut.
Im Jahr 927 ernannte ihn Heinrich I. zum Bischof von Metz, obwohl die Wahl des Domkapitels auf jemand anderes gefallen war. Er wurde einige Zeit später von Gegnern des Königs geblendet. Er resignierte 929 und kehrte nach Einsiedeln zurück. Die Täter wurden auf einem Reichstag in Duisburg 929 bestraft.
Unterstützung fand er seit 934 insbesondere bei Eberhard von Straßburg. Dieser war Dompropst in Straßburg gewesen und brachte ein großes Vermögen und Brüder mit. Er war maßgebend für die Einführung der Benediktsregel, den Bau von regelrechten Klostergebäuden und für die Entstehung eines Benediktinerkonvent verantwortlich. Benno überließ Eberhard die Führung als Abt. Beide gelten als Gründer des Klosters.
Benno wird als Heiliger oder Seliger verehrt. Seine Reliquien befinden sich im Kloster Einsiedeln.